# Henrik Ojamaa
Henrik Ojamaa (Tallinn, 20 mei 1991) is een Estisch voetballer die als aanvaller speelt.

## Clubcarrière
Ojamaa speelde in de jeugd bij FC Flora Tallinn en Derby County. Hij debuteerde in 2009 in het betaald voetbal toen hij door Derby verhuurd was aan Stafford Rangers. Vanaf de zomer van 2010 speelde hij voor Alemannia Aachen dat hem begin 2011 tot het einde van het seizoen 2010/11 verhuurde aan Fortuna Sittard. In de zomer van 2011 stapte hij over naar RoPS Rovaniemi. Na voor Motherwell gespeeld te hebben, tekende hij in 2013 bij Legia Warschau. Die club verhuurde hem terug aan Motherwell en aan Sarpsborg 08 FF. In september 2015 verbond hij zich aan Swindon Town. In januari 2016 stapte hij over naar Wacker Innsbruck. Ojamaa tekende op 21 juni 2016 een contract tot medio 2018 bij het dan net naar de Eredivisie gepromoveerde Go Ahead Eagles. In zijn verbintenis werd een optie voor nog een seizoen opgenomen. Op 31 januari 2017 werd hij tot het einde van het seizoen verhuurd aan het Schotse Dundee FC. In augustus van datzelfde jaar ontbonden Ojamaa en Go Ahead Eagles in goed overleg het contract. In oktober vervolgde hij zijn loopbaan bij HNK Gorica.
Op 21 oktober 2017 tekende Ojamaa een contract tot het eind van het seizoen 2017/18 bij HNK Gorica dat uitkomt in de 2. HNL, de tweede voetbaldivisie in Kroatië. Hierna ging hij in Polen voor Miedź Legnica spelen. Begin 2020 maakte hij de overstap naar Widzew Łódź.

## Statistieken
| Seizoen | Club               | Land       | Competitie       | Wedstrijden | Doelpunten |
| ------- | ------------------ | ---------- | ---------------- | ----------- | ---------- |
| 2009/10 | Derby County       | Engeland   | Championship     | 0           | 0          |
| 2009/10 | → Stafford Rangers | Engeland   | Conference North | 5           | 1          |
| 2010/11 | Alemannia Aachen   | Duitsland  | 2. Bundesliga    | 1           | 0          |
| 2010/11 | → Fortuna Sittard  | Nederland  | Eerste divisie   | 12          | 1          |
| 2011    | RoPS               | Finland    | Veikkausliiga    | 17          | 2          |
| 2011/12 | Motherwell         | Schotland  | Premiership      | 18          | 7          |
| 2012/13 | Motherwell         | Schotland  | Premiership      | 37          | 4          |
| 2013/14 | Legia Warschau     | Polen      | Ekstraklasa      | 33          | 2          |
| 2014/15 | Legia Warschau     | Polen      | Ekstraklasa      | 1           | 0          |
| 2014/15 | → Motherwell       | Schotland  | Premiership      | 18          | 3          |
| 2015    | → Sarpsborg 08     | Noorwegen  | Tippeligaen      | 10          | 0          |
| 2015/16 | Swindon Town       | Engeland   | League One       | 9           | 0          |
| 2015/16 | Wacker Innsbruck   | Oostenrijk | 2. Liga          | 16          | 2          |
| 2016/17 | Go Ahead Eagles    | Nederland  | Eredivisie       | 6           | 1          |
| 2016/17 | → Dundee FC        | Schotland  | Premiership      | 14          | 0          |
| 2017/18 | HNK Gorica         | Kroatië    | Druga HNL        | 19          | 6          |
| 2018/19 | Miedź Legnica      | Polen      | Ekstraklasa      | 35          | 3          |
| 2019/20 | Miedź Legnica      | Polen      | I liga           | 20          | 3          |
| 2019/20 | Widzew Łódź        | Polen      | I liga           | 14          | 1          |
| 2020/21 | Widzew Łódź        | Polen      | I liga           | 10          | 0          |
| 2020/21 | FC Flora Tallinn   | Estland    | Meistriliiga     | 26          | 8          |
| 2021/22 | FC Flora Tallinn   | Estland    | Meistriliiga     | 14          | 2          |
| 2022/23 | FC Flora Tallinn   | Estland    | Meistriliiga     | 0           | 0          |
| Totaal  |                    |            |                  | 335         | 46         |

## Interlandcarrière
Ojamaa was Estisch jeugdinternational. Hij maakte op 25 mei 2012 onder bondscoach Tarmo Rüütli zijn debuut in het Estisch voetbalelftal, net als Kaarel Kiidron. Die dag deed hij mee in een oefeninterland tegen Kroatië.